# Анфим (Химониос)
Епископ Анфим (греч. Επίσκοπος Άνθιμος Χειμώνιος; 1852, Измир, Айдын — 1917, Османская империя) — архиерей Константинопольской православной церкви, епископ Анейский (1902—1917).

## Биография
Родился около 1852 года в Смирне.
В 1878 году окончил Халкинскую богословскую школу, защитив диссертацию на тему «Περί της πραγματικής παρουσίας του σώματος και αίματος του Κυρίου εν τη Θεία Ευχαριστία». Служил в сане архидиакона в Эфесской митрополии.
10 июля 1883 года в митрополичей церкви Святого Афанасия в Магнисии был хиротонисан во епископа Аркадиопольского, викария Эфесской митрополии. Хиротонию совершили: митрополит Гелиопольский Тарасий (Василиу), митрополита Кринийского Феоклит и митрополит Анейский Константин.
2 ноября 1902 года Священным синодом Константинопольского патриархата был единогласно избран епископом Анейским (другими кандидатами были — епископ Клавдиопольский Михаил (Триандафиллидис) и архимандрит Агафангел (Папанастасиадис).
Скончался в 1917 году.